# Timara Chapman
Timara Chapman (* 5. Mai 2000) ist eine US-amerikanische Leichtathletin, die sich auf den Siebenkampf spezialisiert hat.

## Sportliche Laufbahn
Timara Chapman wuchs in Raleigh, North Carolina, auf und absolvierte ein Studium an der Texas A&M University. Erste internationale Erfahrungen sammelte sie im Jahr 2019, als sie bei den U20-Panamerikameisterschaften in San José mit 5060 Punkten die Bronzemedaille im Siebenkampf gewann. 2024 wurde sie NCAA-Collegemeisterin im Siebenkampf und im Jahr darauf belegte sie bei den Hallenweltmeisterschaften in Nanjing mit 4476 Punkten den fünften Platz im Fünfkampf.
2025 wurde Chapman US-amerikanische Meisterin im Fünfkampf.

## Persönliche Bestleistungen
- Siebenkampf: 6339 Punkte, 8. Juni 2024 in Eugene
  - Fünfkampf (Halle): 4555 Punkte, 22. Februar 2025 in New York City